# Justo Gallego Martínez
Pour les articles homonymes, voir Gallego et Martínez.
Justo Gallego Martínez dit Don Justo, né le 20 septembre 1925 à Mejorada del Campo, dans la banlieue madrilène en Espagne, et mort le 28 novembre 2021, est un maçon autodidacte, architecte naïf et sculpteur brut espagnol.
Depuis le début des années 1960 jusqu'à sa mort à l'âge de 96 ans, il bâtit de ses propres mains la « cathédrale Nuestra Señora del Pilar » de Mejorada del Campo pour remercier la Vierge de sa guérison miraculeuse de jeunesse.

## Biographie

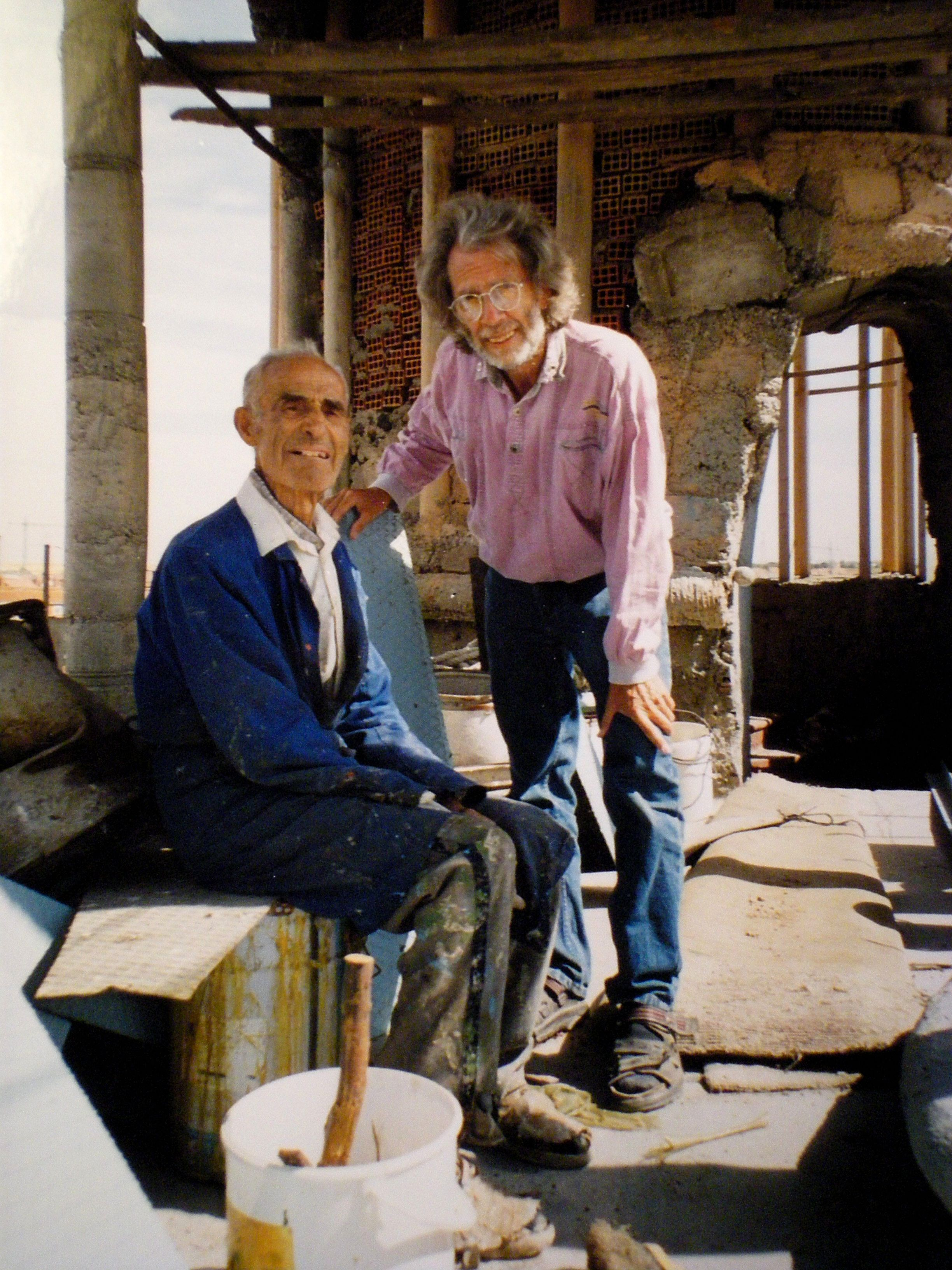
Don Justo en 2003 avec l'artiste allemand Ulrich Brinkhoff sur le toit de la cathédrale

Né d'une famille paysanne il veut devenir moine. Atteint de tuberculose il ne peut poursuivre son séminaire. Il est soigné dans un couvent. Guéri au bout de huit ans il décide de consacrer sa vie à la construction d'une cathédrale de ses propres mains pour rendre grâce à la Vierge de sa guérison.
Justo est illettré et n'a aucune connaissance ni en maçonnerie ni en architecture. Il construit sa cathédrale sur un terrain hérité de son père ou / et de sa mère. Construite en matériaux de récupération et parfois avec l'aide de mécènes et de proches, elle couvre plus de 8 000 mètres carrés, est longue de plus de 50 mètres et culmine à près de 30 mètres.
Depuis le 12 octobre 1961, jour de la fête de la Vierge du Pilier, Justo Gallego ne cesse de travailler à son œuvre. S'il parvient à la terminer, il en fera don à l'Église catholique.

## Documentaires
- Pan Seco, documentaire (Espagne, 2020). Réalisation : Román Cadafalch et Cadhla Kennedy. Durée : 74 min. Disponible à Filmin.
- Des trains pas comme les autres en Espagne : escale et rencontre avec Philippe Gougler et un neveu de Justo vers 2018[4]. La sépulture de Don Justo dans une crypte de son église inachevée y est envisagée.

## La cathédrale

### Galerie

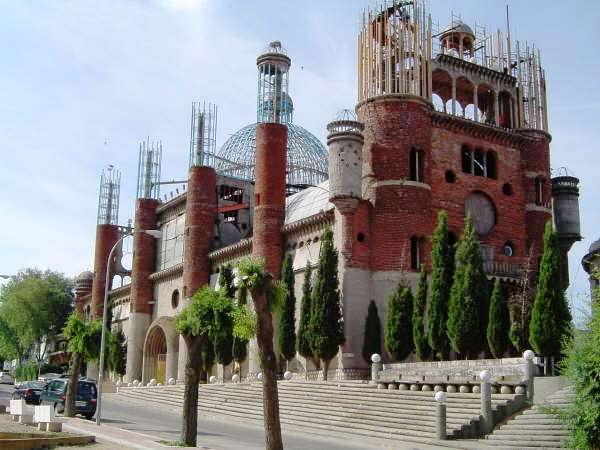
La cathédrale "Nuestra Senora del Pilar" en 2005
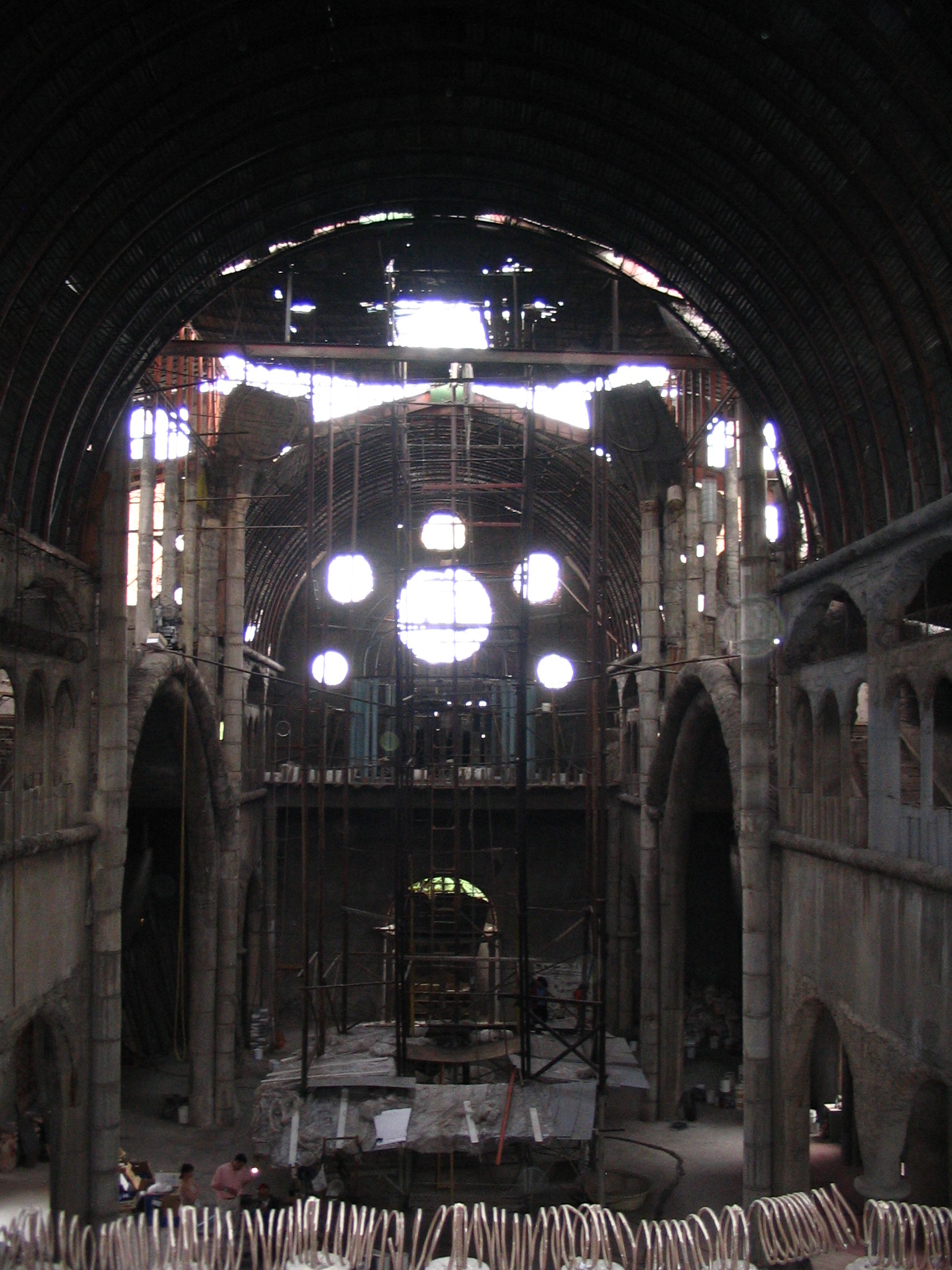
Vue de sa nef centrale en 2005
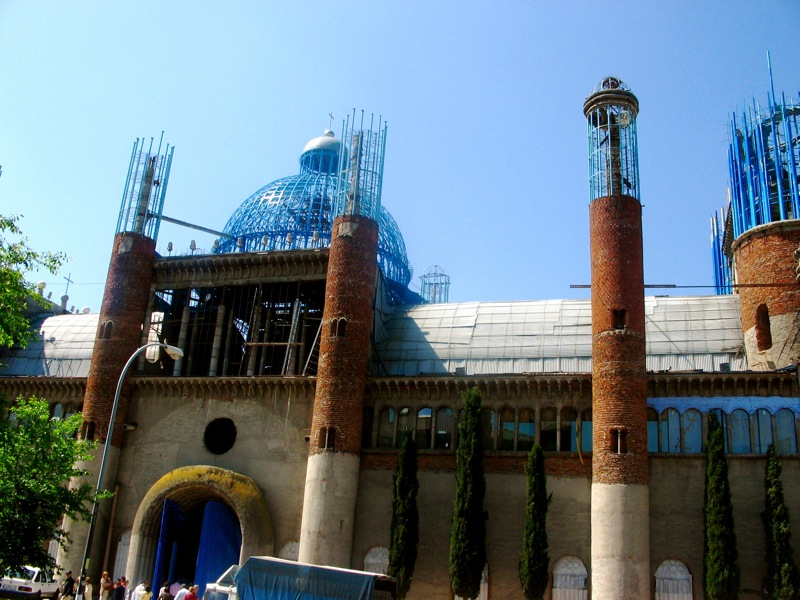
Son dôme et quelques abords en 2005
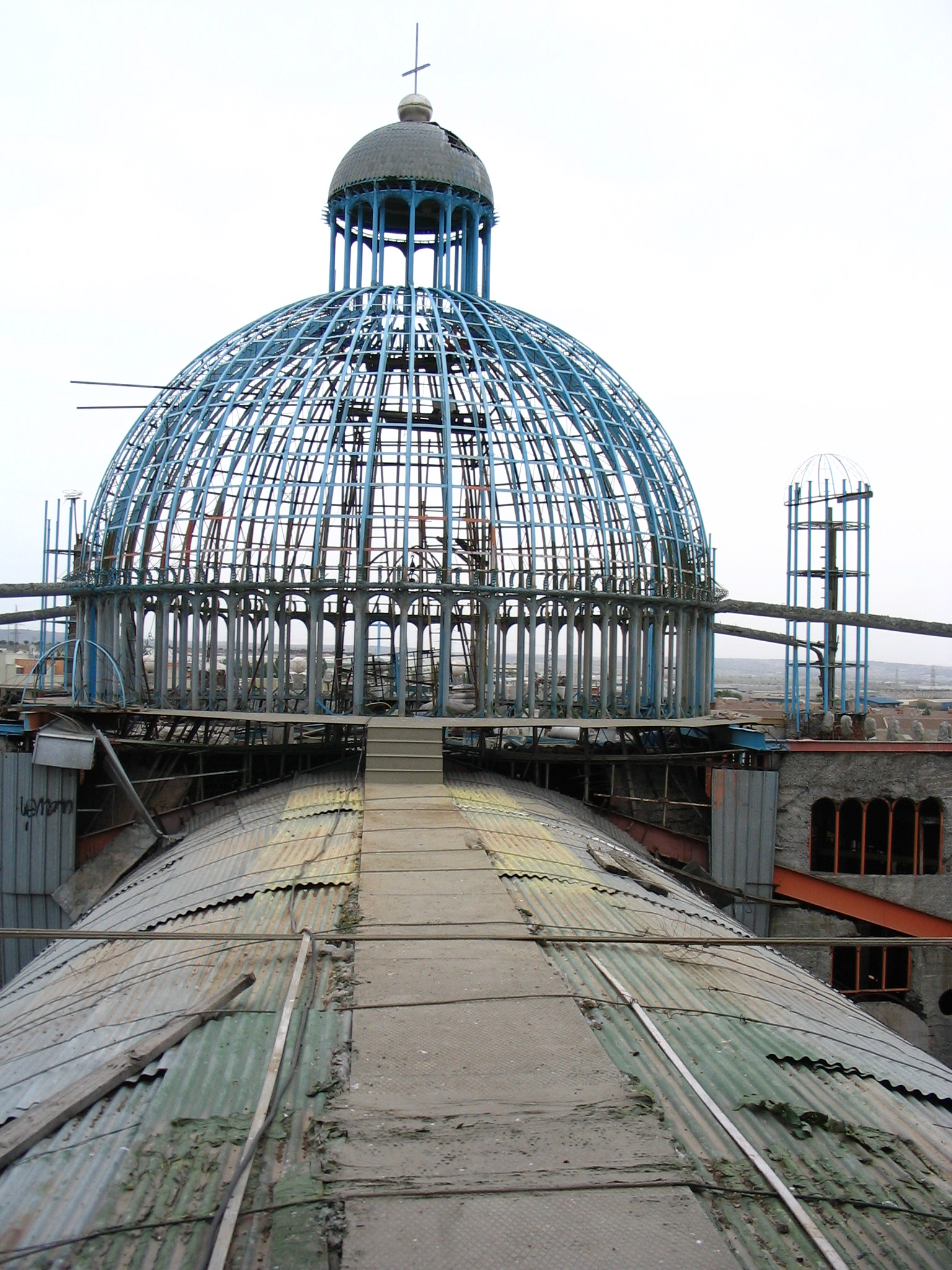
Le même en 2006

### Émission de radio
Justo Gallego Martinez, un récit de Stéphane Bern dans le cadre de l'émission Historiquement vôtre sur Europe 1
[« Justo Gallego Martinez », sur Europe 1 (consulté le 14 décembre 2021)].